# Urostachys myrtifolius
Urostachys myrtifolius là một loài thực vật có mạch trong Họ Thạch tùng. Loài này được (G. Forst.) Herter miêu tả khoa học đầu tiên năm 1949.